# کلاهبردار (فیلم ۱۹۹۷)
کلاهبردار (فرانسوی: Rien ne va plus‎) فیلمی جنایی به کارگردانی کلود شابرول است که در سال ۱۹۹۷ منتشر شد. از بازیگران آن می‌توان به ایزابل هوپر، میشل سرو، و فرانسوا کلوزه اشاره کرد.